# فاتحه‌خوانی
فاتحه‌خوانی اصطلاحی است که به عمل خواندن قرآن یا دعایی خیر برای روح مرده گفته می‌شود. این کار ممکن است در مجلس سوگواری، زیارت مرده یا هر جایی دیگر صورت بگیرد. فاتحه خوانی معمولاً با خواندن سوره فاتحه الکتاب است اما خواندن سوره‌های دیگر از قرآن نیز متداول است. در برخی فرهنگ‌ها برخی برای مرده یا مردگان خود به منظور این که دیگران برای آنان فاتحه بخوانند، خیرات می‌کنند، بدین صورت که با توزیع شیرینی، میوه، خرما، حلوا و نظایر آن از دیگران تقاضای خواندن فاتحه می‌نمایند. این عمل ممکن است در هر زمانی و در هر مکانی برگزار شود اما بیشتر در روز پنج شنبه (شب جمعه) و عموماً در قبرستان‌ها انجام شود.
فاتحه‌خوانی اسلوب ثابتی ندارد و برخی کارشناسان دینی می‌گویند هر چه بیشتر فاتحه و قرآن قرائت شود ثواب افزون‌تری دارد.
عمل فاتحه خوانی در کنار مزار گاهی با زدن تکه سنگی بر روی سنگ قبر یا گذاردن انگشتان دست در حالت نشسته در کنار سنگ مزار صورت می‌پذیرد. دربارهٔ فاتحه خوانی از امام هشتم شیعیان علی پسر موسی‌الرضا نقل می‌کنند: «هیچ بنده مؤمنی نیست که قبر مؤمنی را زیارت کند و در آن جا سوره قدر را هفت مرتبه بخواند، مگر این که خداوند گناهان او و صاحب قبر را می‌بخشاید. »
به‌طور کلی خواندن قرآن، دعا و زیارتنامه از بهترین اعمال خیر برای مردگان است و باعث شادی آنها می‌شود.